# MC6802

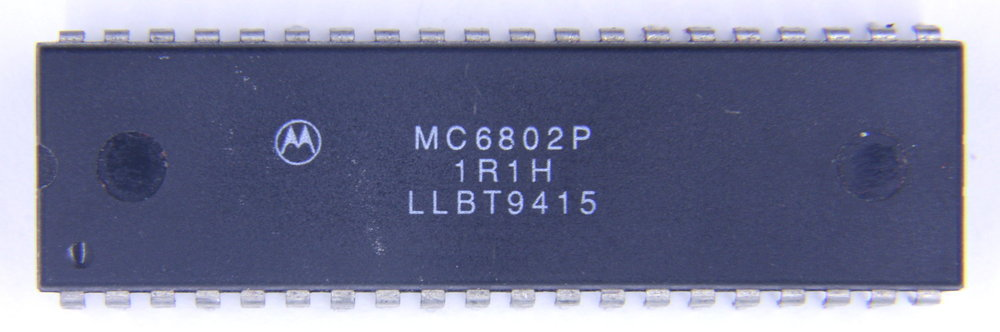
モトローラ6802

MC6802は、モトローラが開発したマイクロプロセッサ。

## 概要
小規模システムに対するMC6800の応用製品として、外部アドレスバス16ビット、外部データバス8ビット、クロックジェネレータ及び、128バイトのRAMを内蔵したN-MOSプロセスの6800レジスタ互換のプロセッサである。パッケージは40ピンDIP。
この内蔵RAM領域は、$0000番地から$0080番地までを占めており、極小規模のシステムの場合、プログラム用のROMのみ外付けで、外部にRAMを接続せず動作させる事が出来た。また、先頭の32バイトはバックアップが可能であった。

## 互換製品
AMI、日立製作所等が互換製品を製造していた。富士通からも、セカンドソースとして、MC6800に対するMB8860と同様、MB8870、MB8871の2品種が発売されていた。これらは、MC6800に対するMB8861と同様、論理演算命令の一部の命令の拡張も行われており、厳密な意味での互換製品とは言えない。